# Водій (фільм)
«Водій» (англ. The Driver) — американський бойовик 1978 року.

## Сюжет
Обов'язок «Водія» — тікати від переслідування поліції після пограбування. Ще нікому не вдалося його зловити. Після чергового вдалого пограбування, детектив вирішує поставити на карту свою репутацію, але знайти злочинця. Він домовляється з кількома кримінальниками, щоб ті заманили його в пастку. Водій і його компаньйонка, дівчина, що промишляє азартними іграми, намагаються обіграти детектива.

## У ролях
- Райан О'Ніл — Водій
- Брюс Дерн — Детектив
- Ізабель Аджані — Гравець
- Роні Блеклі — Зв'язок
- Метт Кларк — поліцейський у штатському
- Феліче Орланді — поліцейський у штатському
- Джозеф Волш — Окуляри
- Руді Рамос — Зуб
- Денні Мако — Обмін
- Френк Бруно — Малюк
- Вілл Волкер — Пальці
- Сенді Браун Вайет — Спліт
- Тара Кінг — Кучерявий
- Річард Кері — Floorman
- Фідель Корона — картяр
- Віктор Гілмор — Бордман
- Нік Димитрі — синя маска
- Боб Майнор — зелена маска
- Анджело Ламонеа — клієнт
- Патрік Бернс — клієнт
- Карен Клейман — клієнт
- Томас Майерс — пасажир
- Білл Макконнелл — пасажир
- Пітер Джейсон — приміські
- Вільям Хеслем — приміські
- Аллан Граф — поліцейський в формі
- Стів Моріарті — людина на вокзалі / водій